# افرو کندی
افرو کندی (انگلیسی: Afro Candy؛ زادهٔ ۱۲ ژوئیهٔ ۱۹۷۱) بازیگر پورنوگرافی، مدل عکاسی شهوانی، مدل (شخص)، ترانه‌نویس، و کارگردان فیلم اهل نیجریه است.

## زندگی
زادگاه وی ایالت ایمو است. هنگام دبیرستان وی به بازیگری علاقه‌مند شد ولی با ورود به دانشکده علاقه‌اش به این رشته کم‌رنگ شد. بعد از فارغ‌التحصیلی وی دوباره پا به عرصه هنر گذاشت.

## فیلم شناسی
- Dwelling in Darkness and Sorrow
- Dangerous Sisters (2004)
- The Real Player
- End Of The Game (2004)
- Between Love
- Heaven Must Shake
- My Experience
- Ghetto Crime
- Beyond Green Pastures
- Destructive Instinct
- Queen of Zamunda